# Incusum

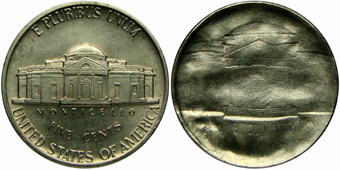
Voorbeeld van een incusum.

Een incusum is een munt waarbij door een productiefout de voorzijde en de achterzijde dezelfde beeldenaar tonen, één zijde zoals gebruikelijk en de andere zijde in spiegelbeeld.
De afbeelding in spiegelbeeld heet incuse (Engels: intaglio, Frans: en creux), letterlijk "ingestanst". De beeldenaar is niet alleen in spiegelbeeld, maar het reliëf is andersom: de beeldenaar ligt niet op de munt, maar is als holte in de munt geslagen.
Zo'n misslag is een gevolg van een fout in het productieproces. Een munt wordt geslagen tussen twee stempels. Als een geslagen munt op een stempel blijft hangen, dan komt de volgende rondel niet tussen twee stempels, maar tussen een stempel en een geslagen munt terecht. Het resultaat is een normale kant en een incusekant die dezelfde beeldenaar tonen. De misgeslagen munt is een "incusum", en de fout geslagen zijde heet een "incuse".
Als een incusum in de roulatie komt, dan zijn er twee fouten gemaakt:
- het optreden van een misslag tijdens het productieproces, en
- de misslag is door de kwaliteitscontrole gekomen.

Een incusum komt in sommige tijden en gebieden vrij vaak voor en is in andere tijden en gebieden vrij zeldzaam, afhankelijk van de gebruikte productietechniek en de kwaliteitsinstelling van het munthuis.

## Vergelijking met reliëf- of blinddruk
Het resultaat is enigszins vergelijkbaar met reliëf- of blinddruk op papier: de voor- en achterzijde van het papier vertonen hetzelfde reliëf, aan de achterzijde uiteraard in spiegelbeeld. In deze vergelijking correspondeert de incuse met de achterzijde van een blinddruk. Er is ook een verschil: bij een munt is het goed mogelijk dat voor- en achterzijde ten opzichte van elkaar iets zijn gedraaid.